# Phérécyde (historien)
Pour les articles homonymes, voir Phérécyde.
Phérécyde est un mythographe et logographe grec (vers 480 av. J.-C.).

## Notice biographique
Probablement né dans l'île de Léros Ve siècle av. J.-C., il semble avoir vécu très longtemps à Athènes de là son surnom « Phérécyde d'Athènes », bien que la Souda les distingue. Sa vie est très mal connue, d'autant plus qu'il est souvent confondu avec son homonyme Phérécyde de Syros.  Bien que la Souda les considère comme des personnages différents, il s'agit peut-être de la même personne que Phérécyde d'Athènes.

## Son œuvre
Tous les grands traités de Phérécyde sont perdus, comme l'histoire de l'île de Léros, un essai sur Iphigénie et sur les festivals de Dionysos. Toutefois, ont été préservés de nombreux fragments de son ouvrage majeur, une Histoire mythologique en dix livres des dieux et des héros, écrite en dialecte ionien. Cet ouvrage fréquemment cité par les scholiastes et le Pseudo-Apollodore, a permis la préservation de nombreux fragments.
Sa généalogie des dieux et des héros relatait une théogonie et une description des âges héroïques en Grèce, notamment du Ve siècle. Il modifia les légendes, dans le but, non de les rationaliser, mais plutôt dans celui de les adapter à la foi populaire. Phérécyde ne peut pas être considéré comme l'équivalent d'Hécatée de Milet, le mythographe tardif, car l'œuvre généalogique de ce dernier (les Généalogies) est plus sceptique et plus critique.